# ディテクティヴ
『ディテクティヴ』は2007年製作のアメリカ映画。R-15指定。

## ストーリー
ニューオリンズが舞台。
ドラッグに溺れる刑事ストウは麻薬王キャラハンを追っていたが、捜査が失敗してしまい、自信を失ったストウはキャラハン逮捕に全力を尽くす。

## キャスト
| 役名                   | 俳優                           | 日本語吹替   |
| ---------------------- | ------------------------------ | ------------ |
| アンソニー・ストウ     | ジャン＝クロード・ヴァン・ダム | 小杉十郎太   |
| チャド・マンセン       | ウェス・ロビンソン             |              |
| キャラハン             | スティーヴン・レイ             | 菅生隆之     |
| ヴァレリー             | セリーナ・ジルズ               | 八十川真由野 |
| ロッシーニ             | マーク・ダイモンド             | 根本泰彦     |
| サージ                 | ウィリアム・アッシュ           | ヤスヒロ     |
| マック・ベイラー本部長 | ゲイリー・ビードル             | 中村浩太郎   |
| ヴァンハッフェル       | アダム・リーズ                 | 遠藤純一     |
| ジミー                 | スティーヴン・ロード           | 遠藤圭一郎   |

- その他の声の吹き替え：佐々木睦／原田晃／岡本未来／タルタエリ／ちふゆ／橘凛／小泉隼人／遠藤大智／仲村かおり／林りんこ